# Американцы
Америка́нцы в широком смысле — собирательное определение, подразумевающее  население Америки; в узком — жители и уроженцы США.

## Полный список народов

### Северная Америка
- Американцы США
  - Афроамериканцы
  - Белые американцы
- Бермудцы
- Канадцы, в том числе: Англоканадцы и Франкоканадцы
- Мексиканцы

### Центральная Америка
- Белизцы (Белиз)
- Гватемальцы
- Гондурасцы
- Костариканцы
- Никарагуанцы
- Панамцы
- Сальвадорцы

### Карибский регион
- Антильцы (Нидерландские Антильские острова)
- Ангильцы (Ангилья)
- Антигуанцы (Антигуа и Барбуда)
- Багамцы
- Барбадосцы (Барбадос)
- Виргинцы (Виргинские острова)
- Гаитийцы
- Гваделупцы (Гваделупа)
- Гренадцы (Гренада)
- Доминиканцы
- Доминикцы
- Кайманцы (Каймановы острова)
- Кубинцы
- Мартиникцы (Мартиника)
- Монтсерратцы (Монтсеррат)
- Пуэрториканцы
- Райсальцы (Райсальский креольский язык. Сан-Андрес-и-Провиденсия)
- Сентвинсентцы (Сент-Винсент и Гренадины)
- Сенткитсцы (Сент-Китс и Невис)
- Сентлюсийцы (Сент-Люсия)
- Терксцы (Теркс и Кайкос)
- Тринидадцы (Тринидад и Тобаго)
- Ямайцы

### Южная Америка
- Аргентинцы
- Боливийцы
- Бразильцы
- Венесуэльцы
- Гайанцы
- Гвианцы (Французская Гвиана)
- Колумбийцы
- Парагвайцы
- Перуанцы
- Суринамцы
- Уругвайцы
- Фолклендцы (Фолкленды)
- Чилийцы
- Эквадорцы

### Индейцы
Термин «индейцы» является собирательным для народов, обитавших в Северной и Южной Америке до прихода европейцев. Термин «индейцы» также не включает алеутов и эскимосов. Современные индейцы, как правило, имеют двойную идентификацию — по государственной принадлежности (см. список выше) и по своему племенному происхождению (которое не всегда совпадает с языком).